# Diocèse de Kalisz
Le diocèse de Kalisz (en latin : Dioecesis Calissiensis) est un diocèse catholique de Pologne de la province ecclésiastique de Poznań dont le siège est situé à Kalisz, dans la voïvodie de Grande-Pologne. L'évêque actuel est Damian Bryl (pl), depuis 2021.

## Historique
En 1818, l'ancien diocèse de Włocławek prend le nom de diocèse de Cujavie-Kalisz (le premier étant le nom de la région historique et le second le nouveau siège du diocèse). Le diocèse de Cujavie-Kalisz couvrait le territoire de la province de Kalisz et de la région de Cujavie de la voïvodie de Mazovie, et il était le plus grand diocèse du royaume de Pologne. Après plus d'un siècle, en 1925, le diocèse a repris son ancien nom à la suite d'une réorganisation des évêchés polonais ordonnée par Pie XI avec la bulle Vixdum Poloniae unitas.
Le diocèse de Kalisz (sans Cujavie) a été créé le 25 mars 1992 dans le cadre de la réorganisation des diocèses polonais ordonnée par le pape Jean-Paul II avec la bulle Totus tuus Poloniae populu, à partir de territoires prélevés des archidiocèses de Gniezno, Poznań et Wrocław, ainsi que des diocèses de Częstochowa (aujourd'hui archidiocèse), Opole et Włocławek.

## Églises importantes du diocèse de Kalisz
L'église Saint-Nicolas de Kalisz (pl) (en polonais : Katedra św. Mikołaja Biskupa) est la cathédrale de Kalisz.
La cocathédrale est celle de Saint-Stanislas (en polonais : Konkatedra św. Stanisława) d'Ostrów Wielkopolski.
Le diocèse compte deux basiliques mineures : la basilique collégiale de l'Assomption-de-la-Bienheureuse-Vierge-Marie (en polonais : Bazylika kolegiacka Wniebowzięcia Najświętszej Marii Panny) de Kalisz. Elle abrite un sanctuaire dédié à saint Joseph avec un tableau miraculeux de la Sainte Famille. La seconde est la basilique Notre-Dame-Aide-des-Chrétiens (en polonais : Bazylika Matki Bożej Wspomożenia Wiernych) de Twardogóra.

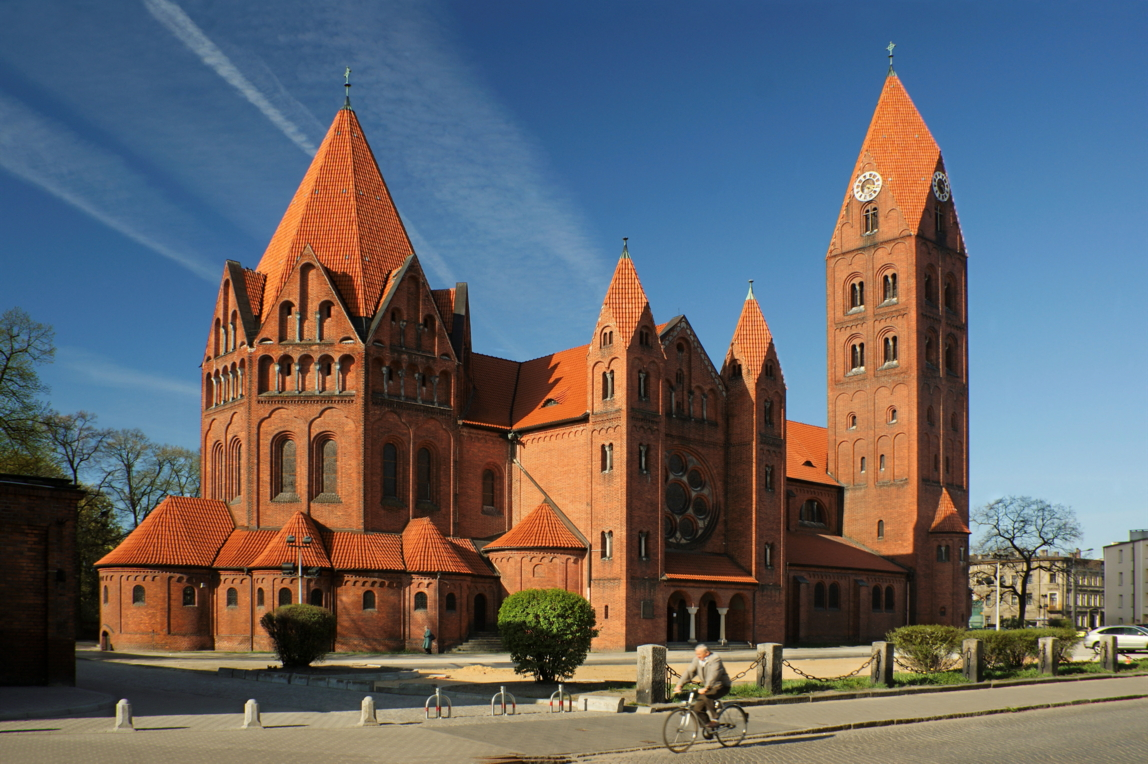
Cocathédrale Saint-Stanislas d'Ostrów Wielkopolski.
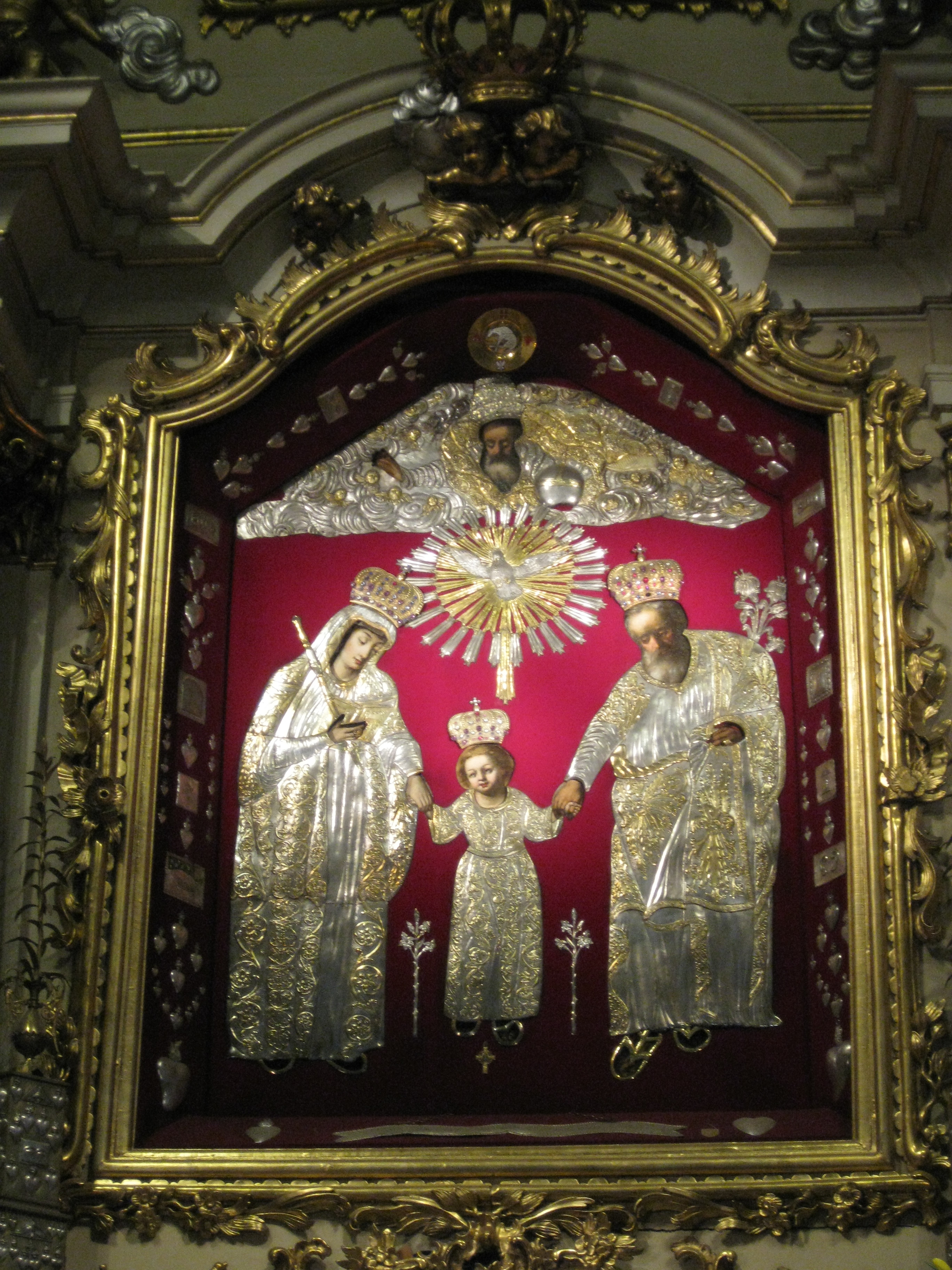
Tableau de la Sainte Famille du sanctuaire Saint-Joseph.

## Évêques
- Stanisław Napierała (pl), du 25 mars 1992 jusqu'au 21 juillet 2012 ;
- Edward Janiak (pl) (S.V.D.), du 21 juillet 2012 au 17 octobre 2020 ;
- Grzegorz Ryś, administrateur apostolique du 25 juin 2020 au 11 février 2021 ;
- Damian Bryl (pl), depuis le 25 janvier 2021.

### Évêques auxiliaires
- Teofil Wilski (pl), du 8 avril 1995 jusqu'au 31 octobre 2011 ;
- Łukasz Buzun (pl) (O.S.P.P.E.), depuis le 5 juillet 2014.